# Discografia de Edson & Hudson
Esta é a discografia da dupla sertaneja Edson & Hudson, que consiste em 20 CDs e 5 DVDs. O primeiro CD foi lançado em 1995, mas o grande sucesso veio em 2002 com a explosão da música "Azul" em todo Brasil. Entre 1995 e 2009, a dupla vendeu mais de 1 milhão de discos, entre CDs, DVDs e coletâneas.

## Álbuns

### Álbuns de estúdio
| Título                  | Detalhes do álbum                                              | Vendas      | Certificações (vendas certificadas) |
| ----------------------- | -------------------------------------------------------------- | ----------- | ----------------------------------- |
| Edson & Hudson          | - Lançamento: 1995 - Gravadora: RGE - Formatos: CD             |             |                                     |
| Edson & Hudson          | - Lançamento: 1997 - Gravadora: Sony Music - Formatos: CD      |             |                                     |
| No Limite da Saudade    | - Lançamento: 2001 - Gravadora: Deckdisc - Formatos: CD        |             |                                     |
| O Chão Vai Tremer       | - Lançamento: 2004 - Gravadora: Deckdisc - Formatos: CD        | - : 125.000 | - ABPD: Platina                     |
| Galera Coração          | - Lançamento: 2005 - Gravadora: EMI Music - Formatos: CD       | - : 100.000 | - ABPD: Platina                     |
| Duas Vidas, Dois Amores | - Lançamento: 2006 - Gravadora: EMI Music - Formatos: CD       | - : 100.000 | - ABPD: Ouro                        |
| Na Hora do Buteco       | - Lançamento: 2013 - Gravadora: Radar Records - Formatos: CD   |             |                                     |
| De Edson para Hudson    | - Lançamento: 2014 - Gravadora: Radar Records - Formatos: CD   |             |                                     |
| Escândalo de Amor       | - Lançamento: 2015 - Gravadora: Universal Music - Formatos: CD |             |                                     |

### Álbuns ao vivo
| Título                                  | Detalhes do álbum                                                                    | Vendas      | Certificações (vendas certificadas) |
| --------------------------------------- | ------------------------------------------------------------------------------------ | ----------- | ----------------------------------- |
| Acústico Ao Vivo                        | - Lançamento: 2002 - Gravadora: Deckdisc - Formatos: CD                              | - : 150.000 | - ABPD: Ouro                        |
| Galera Coração - Ao Vivo                | - Lançamento: 2005 - Gravadora: EMI Music - Formatos: CD                             | - : 50.000  | - ABPD: Ouro                        |
| Na Moda do Brasil - Ao Vivo             | - Lançamento: 2007 - Gravadora: EMI Music - Formatos: CD                             |             |                                     |
| Na Arena Ao Vivo                        | - Lançamento: 2007 - Gravadora: EMI Music - Formatos: CD                             |             |                                     |
| Despedida                               | - Lançamento: 2009 - Gravadora: EMI Music - Formatos: CD                             |             |                                     |
| Faço Um Circo Pra Você - Ao Vivo        | - Lançamento: 2013 - Gravadora: Radar Records - Formatos: CD                         |             |                                     |
| Eu e Você de Novo - Ao Vivo             | - Lançamento: 2017 - Gravadora: Universal Music - Formatos: CD                       |             |                                     |
| Amor + Boteco                           | - Lançamento: 2019 - Gravadora: Onda Musical - Formatos: CD                          |             |                                     |
| Boate Azul ao Vivo (com Gian & Giovani) | - Lançamento: 2022 - Gravadora: Onda Musical - Formatos: download digital, streaming |             |                                     |
| Foi Deus (Ao Vivo)                      | - Lançamento: 2023 - Gravadora: Onda Musical - Formatos: download digital, streaming |             |                                     |

### Álbuns de compilação
| Título                     | Detalhes do álbum                                        | Vendas      | Certificações (vendas certificadas) |
| -------------------------- | -------------------------------------------------------- | ----------- | ----------------------------------- |
| O Melhor de Edson & Hudson | - Lançamento: 2005 - Gravadora: Deckdisc - Formatos: CD  | - : 50.000  | - ABPD: Ouro                        |
| O Bailão de Edson & Hudson | - Lançamento: 2006 - Gravadora: Deckdisc - Formatos: CD  |             |                                     |
| Românticas                 | - Lançamento: 2007 - Gravadora: Som Livre - Formatos: CD | - : 100.000 | - ABPD: Ouro                        |
| Essencial                  | - Lançamento: 2009 - Gravadora: Som Livre - Formatos: CD |             |                                     |
| Deu Saudade                | - Lançamento: 2012 - Gravadora: EMI Music - Formatos: CD |             |                                     |

## Singles
| Ano  | Single                                                    | Álbum                            |
| ---- | --------------------------------------------------------- | -------------------------------- |
| 1995 | "Aprende a Me Amar"                                       | Edson & Hudson                   |
| 1995 | "Na Hora do Banho"                                        | Edson & Hudson                   |
| 1997 | "Festa Louca"                                             | Edson & Hudson                   |
| 1997 | "No Embalo da Canção"                                     | Edson & Hudson                   |
| 1997 | "Vai e Vem"                                               | Edson & Hudson                   |
| 1998 | "Vai Ser Pior Tentar Outra Vez"                           | Edson & Hudson                   |
| 2001 | "Jura"                                                    | No Limite da Saudade             |
| 2001 | "Zoião"                                                   | No Limite da Saudade             |
| 2002 | "Deixa Eu Te Amar"                                        | No Limite da Saudade             |
| 2002 | "Você é Tudo Que Eu Preciso"                              | No Limite da Saudade             |
| 2002 | "Azul"                                                    | Acústico Ao Vivo                 |
| 2003 | "Mil Razões Para Chorar"                                  | Acústico Ao Vivo                 |
| 2003 | "Meu Anjo"                                                | Acústico Ao Vivo                 |
| 2003 | "A Força da Paixão"                                       | Acústico Ao Vivo                 |
| 2003 | "Te Quero Pra Mim"                                        | Acústico Ao Vivo                 |
| 2004 | "Me Bate, Me Xinga"                                       | Acústico Ao Vivo                 |
| 2004 | "Porta-Retrato"                                           | O Chão Vai Tremer                |
| 2004 | "Quer Namorar Comigo?"                                    | O Chão Vai Tremer                |
| 2004 | "Ciúme Exagerado"                                         | O Chão Vai Tremer                |
| 2005 | "Rabo-de-Saia"                                            | O Chão Vai Tremer                |
| 2005 | "É Amor Demais"                                           | Galera Coração                   |
| 2005 | "Galera Coração"                                          | Galera Coração                   |
| 2005 | "Tá no Meu Coração"                                       | Galera Coração                   |
| 2005 | "Não Tem Dia, Não Tem Hora"                               | Galera Coração                   |
| 2006 | "Solte a Garganta"                                        | Galera Coração                   |
| 2006 | "Esqueça Que Eu Te Amo"                                   | Galera Coração - Ao Vivo         |
| 2006 | "Eu Não Sei Dizer Que Eu Não Te Amo" (Part. Kenny Rogers) | Duas Vidas, Dois Amores          |
| 2006 | "Hei Você Aí"                                             | Duas Vidas, Dois Amores          |
| 2007 | "Foi Deus"                                                | Duas Vidas, Dois Amores          |
| 2007 | "Ela Encasquetou"                                         | Duas Vidas, Dois Amores          |
| 2007 | "Por Que Chora a Tarde?"                                  | Românticas                       |
| 2007 | "Blusa Vermelha"                                          | Na Moda do Brasil - Ao Vivo      |
| 2007 | "Viva a Vida"                                             | Na Moda do Brasil - Ao Vivo      |
| 2007 | "Fala"                                                    | Na Arena Ao Vivo                 |
| 2008 | "Eu Quero Mais"                                           | Na Arena Ao Vivo                 |
| 2008 | "Imprevisível" (Part. Bruno & Marrone)                    | Na Arena Ao Vivo                 |
| 2009 | "Pra Não Chorar"                                          | Despedida                        |
| 2009 | "Foi Você Quem Trouxe"                                    | Despedida                        |
| 2011 | "Deu Saudade"                                             | Deu Saudade                      |
| 2011 | "Muleque Biscate"                                         | Deu Saudade                      |
| 2012 | "Eu Sou"                                                  | Deu Saudade                      |
| 2012 | "Você"                                                    | Deu Saudade                      |
| 2012 | "Meu Amor é 10"                                           | Faço Um Circo Pra Você - Ao Vivo |
| 2013 | "Só Penso em Você"                                        | Faço Um Circo Pra Você - Ao Vivo |
| 2013 | "Dona do Meu Coração"                                     | Faço Um Circo Pra Você - Ao Vivo |
| 2013 | "Sofrer Felicidade"                                       | Na Hora do Buteco                |
| 2014 | "Dez Corações"                                            | Na Hora do Buteco                |
| 2014 | "Coração Sangrado"                                        | De Edson para Hudson             |
| 2015 | "Guarda-Roupa Vazio"                                      | Escândalo de Amor                |
| 2015 | "Escândalo de Amor"                                       | Escândalo de Amor                |
| 2016 | "Contagem Regressiva" (Part. Bruno & Marrone)             | Escândalo de Amor                |
| 2016 | "Eu e Você de Novo"                                       | Eu e Você de Novo - Ao Vivo      |
| 2017 | "Não Deixo Não"                                           | Eu e Você de Novo - Ao Vivo      |
| 2018 | "Nosso Contrato" (Part. Luan Santana)                     | Eu e Você de Novo - Ao Vivo      |
| 2018 | "Se Tá Bom Assim"                                         | —                                |
| 2019 | "Entendedores Beberão"                                    | —                                |
| 2019 | "Deixa Eu Te Amar" (Part. Jorge & Mateus)                 | Eu e Você de Novo - Ao Vivo      |
| 2019 | "Quem Me Viu, Quem Me Vê"                                 | Amor + Boteco                    |
| 2021 | "Tem Base Não" (part. Zé Neto & Cristiano)                |                                  |
| 2024 | "Dois Comprometidos"                                      | Foi Deus                         |

### Singlespromocionais
| Ano  | Single                                          | Álbum                       |
| ---- | ----------------------------------------------- | --------------------------- |
| 2004 | "O Bicho Vai Pegar" (Part. Rionegro & Solimões) | O Chão Vai Tremer           |
| 2005 | "Te Dar Tristeza Nunca Mais"                    | O Chão Vai Tremer           |
| 2005 | "Abre a Janela"                                 | Galera Coração - Ao Vivo    |
| 2007 | "Assovia"                                       | Duas Vidas, Dois Amores     |
| 2008 | "Ainda Ontem Chorei de Saudade"                 | Na Moda do Brasil - Ao Vivo |
| 2014 | "Viver a Vida"                                  | De Edson para Hudson        |
| 2018 | "Te Amei Pra..."                                | —                           |

## Outras aparições
| Ano  | Título                                       | Artista                | Álbum                                       |
| ---- | -------------------------------------------- | ---------------------- | ------------------------------------------- |
| 1996 | "Faísca, o Cavalo de Beto Carrero"           | Vários artistas        | O Mundo Encantado de Beto Carrero           |
| 2004 | "24 Horas de Amor"                           | Matogrosso & Mathias   | Ao Vivo Convida                             |
| 2005 | "Pense em Mim"                               | Frank Aguiar           | 10 Anos - Ao Vivo                           |
| 2006 | "Amor de Ping Pong"                          | Bruno & Marrone        | Ao Vivo em Goiânia                          |
| 2007 | "Vamos Fazer Festa"                          | Tchê Garotos           | Atitude                                     |
| 2008 | "Rei Davi"                                   | Padre Marcelo Rossi    | Paz Sim, Violência Não                      |
| 2009 | "De Peito Aberto Para Quem Quer Me Amar"     | Inimigos da HP         | Zoodstock Na Estrada - Ao Vivo              |
| 2009 | "Entre o Bem e o Mal"                        | Soraia Bauer           | Sigo Meu Caminho Te Amando                  |
| 2009 | "A Mais Bonita das Noites" (Somente o Edson) | Vários Artistas        | Um Barzinho, um Violão Sertanejo            |
| 2010 | "Super-Homem" (Somente o Edson)              | Gusttavo Lima          | Inventor dos Amores                         |
| 2011 | "Se Deus Me Ouvisse" (Somente o Edson)       | Chitãozinho & Xororó   | 40 Anos Entre Amigos                        |
| 2011 | "Boca a Boca" (Somente o Edson)              | Fernando & Sorocaba    | Bola de Cristal - Ao Vivo                   |
| 2013 | "Quem Vê Cara Não Vê Coração"                | Gustavo Moura & Rafael | Ao Vivo em Goiânia                          |
| 2014 | "Pra Que Pedir Mais Tempo?"                  | Os Nonatos             | Um Café Pra Dois                            |
| 2014 | "Dez Pras Duas" (somente o Edson)            | Gabriel Gava           | A Minha Cara                                |
| 2017 | "Casa Mobiliada"                             | Israel & Rodolffo      | Acústico Ao Vivo                            |
| 2018 | "Me Conta o Resto"                           | Israel & Rodolffo      | Acústico Ao Vivo                            |
| 2018 | "Jura"                                       | Israel & Rodolffo      | Acústico Ao Vivo                            |
| 2019 | "Porta-Retrato"                              | Day & Lara             | Vai Ser Bão Pra Lá                          |
| 2023 | "Malícia de Mulher"                          | Daniel                 | Daniel 40 Anos: Celebra João Paulo & Daniel |

## Videografia

### Álbuns de vídeo
| Título                                  | Detalhes do álbum                                                                    | Vendas      | Certificações (vendas certificadas) |
| --------------------------------------- | ------------------------------------------------------------------------------------ | ----------- | ----------------------------------- |
| Galera Coração - Ao Vivo                | - Lançamento: 2005 - Gravadora: EMI Music - Formatos: DVD                            | - : 100.000 | - ABPD: Ouro                        |
| Na Moda do Brasil - Ao Vivo             | - Lançamento: 2007 - Gravadora: EMI Music - Formatos: DVD                            |             |                                     |
| Na Arena Ao Vivo                        | - Lançamento: 2007 - Gravadora: EMI Music - Formatos: DVD                            | - : 100.000 | - ABPD: Ouro                        |
| Despedida                               | - Lançamento: 2009 - Gravadora: EMI Music - Formatos: DVD                            |             |                                     |
| Faço Um Circo Pra Você - Ao Vivo        | - Lançamento: 2013 - Gravadora: Radar Records - Formatos: DVD                        |             |                                     |
| Eu e Você de Novo - Ao Vivo             | - Lançamento: 2017 - Gravadora: Universal Music - Formatos: DVD                      |             |                                     |
| Amor + Boteco                           | - Lançamento: 2019 - Gravadora: Universal Music - Formatos: DVD                      |             |                                     |
| Boate Azul ao Vivo (com Gian & Giovani) | - Lançamento: 2022 - Gravadora: Onda Musical - Formatos: download digital, streaming |             |                                     |
| Foi Deus (Ao Vivo)                      | - Lançamento: 2023 - Gravadora: Onda Musical - Formatos: download digital, streaming |             |                                     |